# Tongo Hamed Doumbia
Tongo Hamed Doumbia (ur. 6 sierpnia 1989 w Vernon) – malijski piłkarz, występujący na pozycji pomocnika.

## Życiorys
Wychowanek kilku francuskich klubów jako 17-letni zawodnik podpisał kontrakt z grającym wówczas w Ligue 2 – LB Châteauroux. W barwach pierwszego drużyny tego klubu wystąpił tylko w jednym spotkaniu. Miało to miejsce 20 lutego 2009 roku przeciwko EA Guingamp. Po dwóch latach spędzonych w Châteauroux trafił do Stade Rennais. W pierwszym sezonie w nowym klubie nie grał zbyt wiele, jednak w sezonach 2010/2011 oraz 2011/2012 zaliczył łącznie 44 występy. Po zakończeniu sezonu trafił na wypożyczenie do grającego w Championship klubu Wolverhampton Wanderers. 13 listopada 2012 roku ogłoszono, że Doumbia zostanie w zimowym okienku wykupiony do angielskiej drużyny. Sezon zakończył się jednak spadkiem Wilków do League One, a Doumbia przeniósł się na zasadzie wypożyczenia do Valenciennes FC. Tam też jednak sezon zakończył spadkiem z ligi i wrócił do Anglii. 29 sierpnia 2014 roku ogłoszono podpisanie umowy pomiędzy Doumbią i Toulouse FC. W klubie z Tuluzy spędził 3 sezony, a w sierpniu 2017 roku został zawodnikiem klubu Dinamo Zagrzeb. Po zakończeniu sezonu 2017/2018 świętował ze swoim zespołem zdobycie tytułu mistrza kraju. 5 października 2018 podpisał kontrakt z emirackim klubem Al-Ain.

## Kariera w liczbach
| Sezon   | Klub                   | Kraj      | Flaga                        | Rozgrywki               | Mecze | Bramki | Rozgrywki kontynentalne | Mecze | Bramki |
| ------- | ---------------------- | --------- | ---------------------------- | ----------------------- | ----- | ------ | ----------------------- | ----- | ------ |
| 2008/09 | LB Châteauroux         | Francja   | Francja                      | Ligue 2                 | 1     | 0      | –                       | –     | –      |
| 2009/10 | Stade Rennais FC       | Francja   | Francja                      | Ligue 1                 | 3     | 0      | –                       | –     | –      |
| 2010/11 | Stade Rennais FC       | Francja   | Francja                      | Ligue 1                 | 19    | 0      | –                       | –     | –      |
| 2011/12 | Stade Rennais FC       | Francja   | Francja                      | Ligue 1                 | 25    | 2      | Liga Europy UEFA        | 5     | 0      |
| 2012/13 | Wolverhampton          | Anglia    | Anglia                       | Championship            | 33    | 2      | –                       | –     | –      |
| 2013/14 | Valenciennes FC (wyp.) | Francja   | Francja                      | Ligue 1                 | 36    | 4      | –                       | –     | –      |
| 2014/15 | Toulouse FC            | Francja   | Francja                      | Ligue 1                 | 24    | 3      | –                       | –     | –      |
| 2015/16 | Toulouse FC            | Francja   | Francja                      | Ligue 1                 | 25    | 1      | –                       | –     | –      |
| 2016/17 | Toulouse FC            | Francja   | Francja                      | Ligue 1                 | 10    | 0      | –                       | –     | –      |
| 2017/18 | Dinamo Zagrzeb         | Chorwacja | Chorwacja                    | Prva HNL                | 28    | 1      | Liga Europy UEFA        | 2     | 0      |
| 2018/19 | Dinamo Zagrzeb         | Chorwacja | Chorwacja                    | Prva HNL                | 1     | 0      | Liga Europy UEFA        | 1     | 0      |
| 2018/19 | Al-Ain                 | ZEA       | Zjednoczone Emiraty Arabskie | UAE Arabian Gulf League | 0     | 0      | –                       | –     | –      |

Stan na: 15 grudnia 2018 r.